# Château de Monbalen
Le château de Monbalen est un ensemble de bâti issu du Moyen-Âge anciennement de défense, puis d'habitation situé dans la commune de Monbalen, en Lot-et-Garonne et la région Nouvelle-Aquitaine. Le château se situe dans "Le bourg", aujourd'hui lieu-dit du village, dont le centre administratif a été déplacé à l'endroit où se situait la paroisse de Gelsac au moment de la Révolution. Dans l'article qui suit, les mentions à Monbalen font référence à cet ancien bourg et non au village neuf construit autour de l'église de l'ancien Gelsac. Les premières traces de construction défensive remontent au XIIIe siècle, alors qu'on sait que la majeure partie de l'existant actuel vient de modifications du XVIIIe siècle. Plusieurs couches architecturales se superposent et dépeignent les fonctions successives du lieu. Le tout est composé d'une grande maison, d'une chapelle anciennement tour de guet, puis pigeonnier, d'une grange et d'un corps de ferme aujourd'hui transformé en habitations, et d'un hangar du XXe siècle qui servait à l'élaboration de pruneaux. Sur les terres du château situées en contrebas, une source est à l'origine de la Masse d'Agen, rivière affluente de la Garonne, qu'elle rejoint au Nord de la ville d'Agen.

## Inscription dans l'histoire du territoire
Le château de Monbalen s'inscrit dans l'histoire générale de l'Agenais, région charnière notamment dans la guerre de Cent Ans et dans les guerres de Religion, et aussi pour son indépendance politique à de nombreux moments de l'histoire. La source de la Masse d'Agen étant un élément important pour l'installation des populations il est probable que dès la Préhistoire des peuples se soient installés non loin du château. Les premières traces de passages de populations nomades préhistoriques ont été trouvées au dit Bulit, à quelques centaines de mètres du château. L'actuelle Nationale 21, reliant dans le département Agen à Villeneuve sur Lot, a été tracée plus ou moins sur l'ancienne voie romaine allant d'Aginnum à Excisum (Eysses) passant non loin du château. Une implantation gallo-romaine sur la commune de Monbalen est probable : des traces de construction et de la monnaie ont été découvertes au lieu-dit Caoulet.
Plus tard, au XIIIe siècle, il est avéré que la vallée de la Masse d'Agen était ponctuée de moulins, et de places fortes chargées de les protéger, ceux-ci représentant de grandes fortunes pour le territoire. En effet, la pierre locale étant calcaire et friable, les moulins étaient équipés de meules venant de pierres des Pyrénées, en morceaux, rassemblées grâce à un cerclage de métal. Selon l'essai de G. Tholin, archiviste de Lot-et-Garonne, dans son ouvrage Ville libre et barons. Essai sur les limites de la juridiction d'Agen, l'Agenais s'était dotée depuis la guerre contre les albigeois de nombreux petits châteaux et éléments défensifs. Les possesseurs de terres, de fermes, les villes possédant des moulins, abbayes, ou autres richesses s'entouraient d'enceintes pour se protéger. La vallée de la Masse d'Agen était un passage stratégique pour atteindre Agen à travers le Pays de Serres qui caractérise ce territoire coincé entre le Lot et la Garonne. Dès la seconde moitié du XIIIe siècle, l'Agenais se dote de châteaux et de places fortes. "Dans un grand nombre de provinces de France nul seigneur ne pouvait bâtir de château-fort sans obtenir l'autorisation du Roi ou le consentement des communes. Il en était autrement en Agenais où chacun pouvait élever sur ses terres des constructions à pierres et à chaux, munies de tours, de créneaux et de portes fortifiées." (Ville libre et barons. Essai sur les limites de la juridiction d'Agen, p10) Le château de Monbalen a donc une place stratégique surplombant la vallée de la Masse d'Agen, et fonctionnait au XIIIe siècle en co-seigneurie avec le château de Fauguerolles, celui de Vitrac, de Noahlac et de Bajamont. C'est en tout cas ce que révèlent les différents textes se basant sur les hommages fait au comte de Toulouse en 1259. Le territoire du pays de Serres a été jusqu'à la Révolution, régulé par des alliances mouvantes entre de petits seigneurs parfois sous l'égide des rois de France ou d'Angleterre, sous influence cathare, catholique, templière ou protestante et encore tiraillé entre les influences de la Gascogne et de la Guyenne.

## Généalogie des propriétaires et évènements liés au château
Dans l'histoire de la seigneurie de Monbalen, les premières traces remontent à 1259, lorsque Arnaud et Gaufred de Fauguerolles présentent leurs hommages au comte de Toulouse pour les seigneuries de Fauguerolles (situé aujourd'hui à la Croix Blanche), la moitié de Vitrac, Noalhac, Fontirou, Monbalen et Cuq. La famille de Monfabès est pourtant citée dans le manuscrit d'André de Bellecombe, retranscrit par G. Tholin dans L'abrégé de l'histoire des communes du département de Lot-et-Garonne, comme seigneurs de Monbalen en 1212. Il est confirmé par l'article de J.R Marboutin, dans son article « Le château de Fauguerolles », publié en 1903 dans La Revue de l'Agenais p185; que les Monfabès étaient eux aussi co-seigneurs de Fauguerolles ce qui peut expliquer une co-seigneurie entre ces deux familles à Monbalen. En termes de bâti la seigneurie à ce moment aurait été un "fort", mentionné dans plusieurs textes. Le château reste aux mains des Fauguerolles et des Monfabès jusqu'à ce que la Guerre de Cent Ans arrive à ses portes le 12 mars 1353. Plusieurs textes, dont les traductions des jurades d'Agen mentionnent l'attaque du fort de Monbalen par les troupes de Jean d'Armagnac sous l'égide de Pierre de Rabastens, sénéchal d'Agen. Il est mentionné dans l'article intitulé "Le prince Noir en Aquitaine", paru dans La revue de l'Agenais que le fort de Monbalen sera démoli peu après cette attaque. Les jurades d'Agen mentionnent d'ailleurs qu'il ne reste plus de traces du fort de Monbalen, le château actuel aurait donc été construit sur les ruines de ce fort. Un autre texte, La chronique du bon duc Loys de Bourbon par Jean d'Orronville mentionne une attaque du fort de Monbalen par les troupes du Duc de Bourbon. Ce texte parait quelque peu romancé et ne coïncide pas avec les autres, à moins que le château n'ait été reconstruit juste après 1353 puisque les croisades du Duc de Bourbon ont eu lieu entre 1375 et 1386.
Le domaine passe aux mains de la famille Durfort au XVe siècle lorsque la descendante de B. Amanieu de Fauguerolles, Judith de Lautrey se marie avec Bertrand de Durfort. Cette famille noble possède de nombreuses places fortes entre Agen et Penne d'Agenais et exerce un véritable pouvoir sur le territoire. Par la suite, Bertrand de Durfort et son fils Arnaud de Durfort seront co-seigneurs des différentes places forte, et cela mènera à des conflits internes familiaux à propos des acquisitions héritées des Durfort et celles héritées du mariage avec Judith de Lautrey. Le château de Monbalen, remplaçant le fort détruit en 1353 a été construit par le frère d'Arnaud de Durfort, Jean, noble prieur. Un texte relatant ces faits est disponible dans le fonds d'archives du château de Lafox. Il est mentionné que le château a été construit à la fin du XVe siècle. Le château restera dans la famille de Durfort encore quatre générations, au gré des conflits familiaux internes en pleine guerre de Religion. Les héritiers se divisent entre leurs possessions et leurs attaches à une religion ou une autres, surtout pour des enjeux politiques. En 1600, Hector-Renaud de Durfort hérite de la seigneurie, mais n'a qu'une fille Sérène, à qui l’héritage va, bien que son oncle François le conteste. François récupère l'héritage, sous l'argument d'une mauvaise gestion financière de l'héritage de la part de Sérène. À sa mort, il confie les seigneuries au seigneur de Montpezat-Laugnac, mari de Sérène. Les Montpezat-Laugnac sont par alliances liés à la famille de Lusignan, qui figurent comme seigneurs de Monbalen en 1635. Le château reste donc propriété au sein de ces familles de noblesse d'épée jusqu'en 1675. Il n'existe par contre aucune preuve que ces propriétaires et seigneurs résidaient au château. Un acte de naissance du 25 juillet 1672 mentionne la naissance de « Guillaumi Comté fille de Crespin Comté, née au château de Monbalen ». Crespin Comté, fut un grand propriétaire du village de Monbalen, avant de se voir vendre par les de Guyonnet le donjon de Péchon, situé non loin (extrait de vente disponible au Pôle Mémoire de Villeneuve-sur-Lot). Il y a donc une hypothèse à propos d'une éventuelle installation de cette famille dans le château.
Le 7 février 1675, un contrat est passé à Bordeaux entre Anne de Montpezat, veuve de François III de Lusignan et Jean-Joseph de Guyonnet. Cet acte aurait brûlé dans un incendie à Bordeaux mais est cité dans un article de la Revue de l'Agenais, « Les Lusignan du Poitou et de l'Agenais ». Ainsi les de Guyonnet deviennent seigneurs de Monbalen qui passe alors aux mains d'une noblesse de robe. En 1680, Jean-Joseph de Guyonnet fait la demande pour l'installation d'un marché hebdomadaire à Monbalen ainsi que d'une foire tri-annuelle, qui aura lieu le 6 janvier, le 11 août et le lendemain de la St Martin. Une halle de marché, dont la date de construction et l'aspect restent inconnus, apparaitra sur les cartes agricoles de 1803. La seigneurie restera dans la famille de Guyonnet pendant quatre générations, jusqu'en 1750. Tous les descendants de Guyonnet de Jean-Joseph sont nés à Bordeaux, ils n'habitaient donc pas le château.
Jean-Joseph IV de Guyonnet fit vente à titre d’échange en 1749 devant le notaire Malhié, notaire royal à Agen, de plusieurs fiefs à Monbalen et Vitrac, dont le château de Monbalen, à la famille de Melet (parfois orthographié de Mellet) alors seigneurs de Rochemon, fief proche de Monbahus. Jean-Jacques II de Melet a servi le roi de France Louis XIV aux Indes, et entretient régulièrement des correspondances avec un certain M.Mézière, intendant du Prince Camille. Il fait partie des héritiers de la Princesse de Pons, et donc a des affaires avec le château de Puyguilhem en Dordogne. Il vient vivre au château avec sa famille, comme l'attestent les nombreuses lettres existantes dans les archives de Villeneuve sur Lot et dans des fonds privés. Son fils Jean-Jacques III de Melet vivra lui aussi au château avec sa famille. D'un premier mariage avec Marthe Clémentis il a eu une fille en 1741, Marie-Rose, puis avec Thérèse de Gironde dont on sait peu de choses, dix autres enfants. Le premier, Marc, décède jeune comme écuyer, le deuxième, François, sera page du Roi. François-Paul né en 1749 fera office de grand-frère pour ses cadets. Vient ensuite Thérèse I, qui se mariera au seigneur de Monmarès, puis Jeanne-Thérèse et Marguerite qui intègreront toutes deux le couvent de Prouilhe. Antoine, né en 1755, dit pépines par sa famille, probablement en référence au château de Pépines, gardera le château après la Révolution et fera même partie du conseil municipal de la commune de Monbalen, créée par l'union de Monbalen et de Saint Pierre de Gelsac. S'ensuit Paule, puis Thérèse II née en 1759 qui sera quant à elle acceptée dans la prestigieuse école des demoiselles de Saint Cyr dont elle sortira quelques années plus tard. Le benjamin enfin, François dit le sessé, est né en 1761. Thérèse de Gironde meurt en 1769 et Jean-Jacques III en 1777. Il laisse le château à ses enfants, Jeanne-Thérèse, Marguerite, Antoine et Thérèse II, dont aucun ne s'est marié. Le château est régi par un certain Pierre Duffieux, alors que les enfants de Melet s'installent dans une métairie voisine à Grelot après la Révolution. Alors que le château est confié quotidiennement à Pierre Duffieux, ce sont les enfants et petits enfants de François I de Melet, de son mariage avec Marie-Olive de Carles de Trajet, qui en héritent. Le domaine est officiellement vendu à la famille Duffieux en 1863, ce qui génère un contentieux entre la municipalité et les héritières. La mairie considère que la halle de marché est un bien public, alors que les de Melet ont déjà fait des promesses de ventes de la terre aux Duffieux et des pierres à un habitant du lieu-dit de Sénot, à Monbalen. Les de Melet obtiennent gain de cause et la halle est démontée.
Le château est ensuite transmis par mariage, vers 1870, puis par vente en 1930. Il restera une propriété familiale, jusqu'à sa vente en 2017 dans le but de créer un tiers-lieu sur le domaine. Pendant ce temps, il sera habité par ces familles, certaines parties rénovées, d'autres laissées telle qu'elles. Au XXe siècle s'y trouvera une exploitation agricole de pruneaux, et pour ce fait, un hangar sera construit.

## Histoire de l'architecture

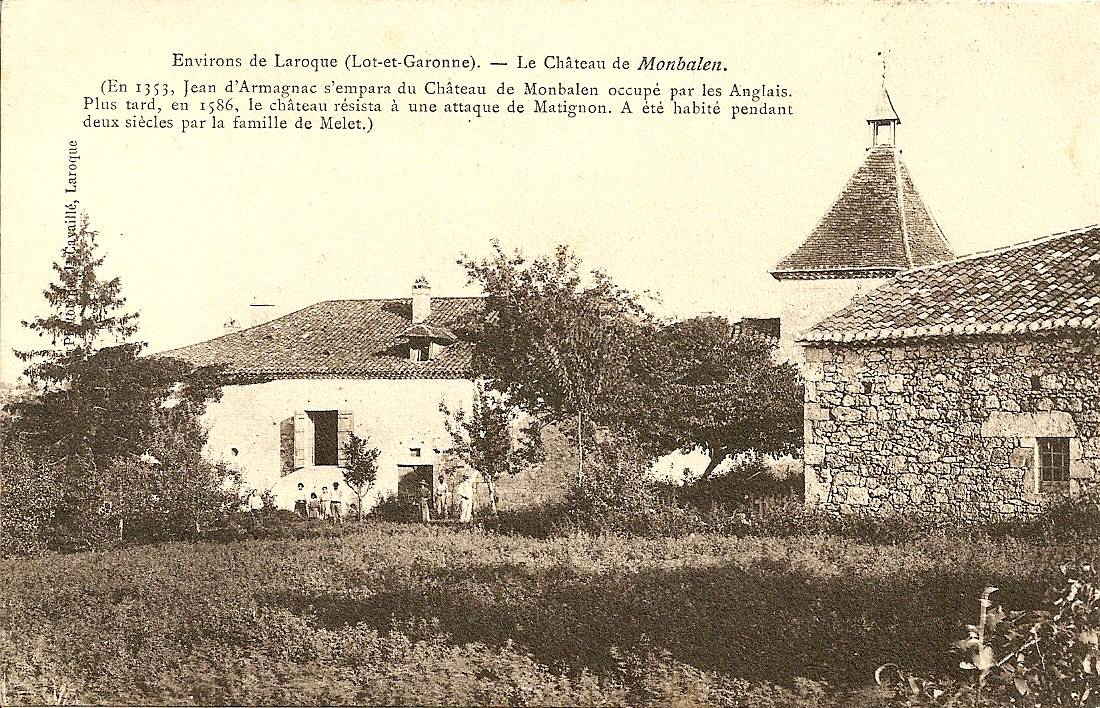
Carte postale du XIX.

Les parties les plus anciennes du château peuvent être datées du XIIIe siècle, alors que tout a été remanié au XVIIIe siècle sous la famille De Melet. Avant la Guerre de Cent Ans, les textes font allusion à un « fort » constitué d'une tour carrée, comme ses voisins proches avec lesquels il fonctionnait en bailliage. La grande maison dispose d'une entrée en voûtes gothiques ornées en chapiteaux qui desservait les caves et qui est datée du XVe siècle, ce qui correspondrait à la reconstruction pas la famille de Guyonnet. Les caves sont antérieures à cette entrée est sont des offices, comportant une cheminée et une salle des gardes. Une poterne permet de s'échapper au Sud du château. La base carrée est encore observable sur les plans et au grenier. Le tout est en pierre locale, calcaire.

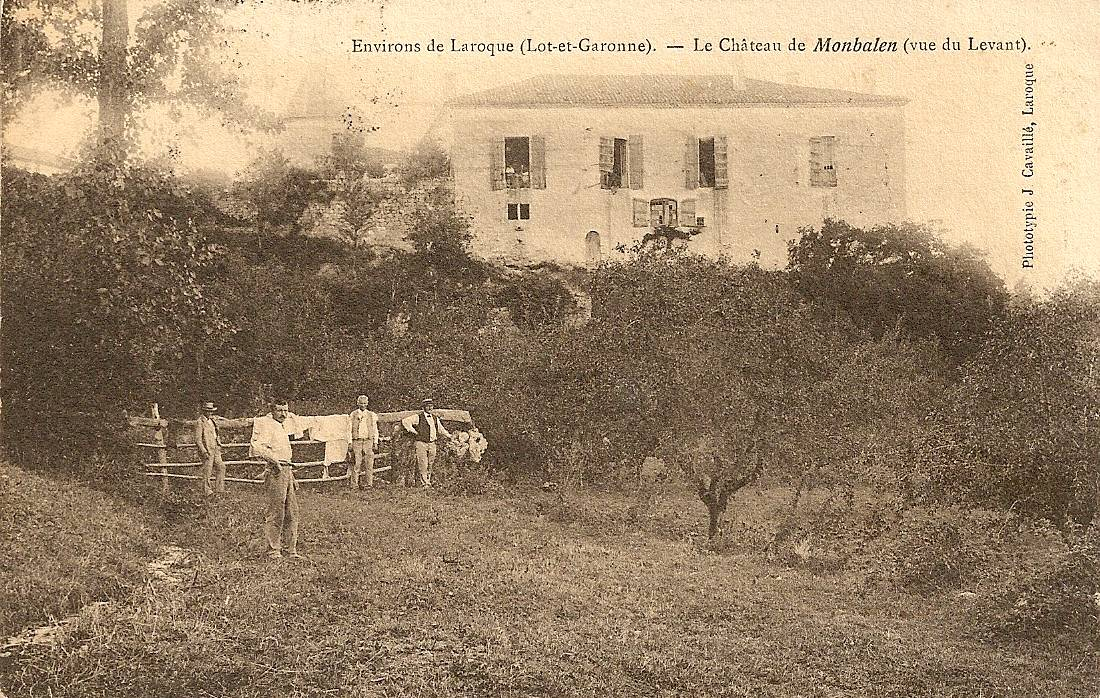
carte postale du XIX.

Une chapelle est adjointe à cette grande maison, et fut par la suite utilisée comme pigeonnier. Elle dispose elle aussi de voûtes en ogives. Sur la partie supérieure, on distingue la trace d'une porte qui menait à une construction comme une enceinte. Elle a deux meurtrières et une partie de son arrondi est attribué à une ancienne tour de défense. Le bâti actuel comporte de multiples traces des différentes époques de ses modifications et sa complexité permet de lire différentes époques et un entremêlement d'usages et de rénovations.
Le corps de ferme situé dans la cour apparaît dès le XVIIIe siècle sur les cartes. Il formait autrefois un U sur la cour, rejoignant la chapelle. Une partie a brûlé en 1811, laissant aujourd'hui un passage entre la ferme et la chapelle. Il n'y a plus aucune trace de la halle de marché détruite en 1863.

## Architecture actuelle

### Grande maison
La grande maison, construite sur la base de la tour carrée et des caves, se compose aujourd'hui de deux parties : la partie Sud comportant les pièces à vivre et la partie Nord avec les chambres et les circulations. Elle est typique des maisons fortes du XVIIIe siècle. Elle se situe sur trois niveaux : les caves, enterrées au Nord mais à vue au sud en raison de la dénivelée du terrain, le rez-de-chaussée avec toutes les pièces habitables et un grenier aujourd'hui isolé.

### Les caves
Les caves couvrent la totalité de la surface de la grande maison. Ce sont certaines des parties les plus anciennes, datées du XIVe siècle bien qu'elles ont été modifiées au fil du temps. Une d'elles correspond à une cuisine, avec une grande cheminée, un four à pain hors d'usage et une roue à rôtir. À côté de cette pièce descend un escalier vers une poterne. De l'autre côté de cette porte on trouve une pièce allongée avec une grande percée, s'ensuit une pièce avec un poteau central en enfilade, puis une pièce contenant un bac à sel. Au Nord se trouvent des caves de stockage.

### La chapelle
Communément appelée la chapelle, cet ouvrage a longtemps été un pigeonnier. Une partie arrondie est issue d'une tour de défense, et a ensuite servi de pigeonnier, elle comporte encore deux meurtrières. L'autre partie, plus basse comporte des ogives qui sont décoratives, les deux parties étaient reliées autrefois.

### La grange
La grange est datée du XIXe siècle. Elle a été construite après un incendie en 1811 détruisant une partie du corps de ferme. Elle est attenante à un autre corps de ferme plus ancien.

### La maison du neveu ou les écuries
Aujourd'hui habitation, cette partie constituait anciennement la ferme et abritaient probablement les régisseurs du château.

### Le hangar aux pruneaux
Ce hangar fut ajouté en 1930 alors que le lieu était producteur de pruneaux. Il comporte encore les cheminées pour faire sécher les prunes. Il est construit en briques creuses, la toiture de tuiles s'appuie sur des fermes métalliques. Autrefois s'y déroulait le bal du village.

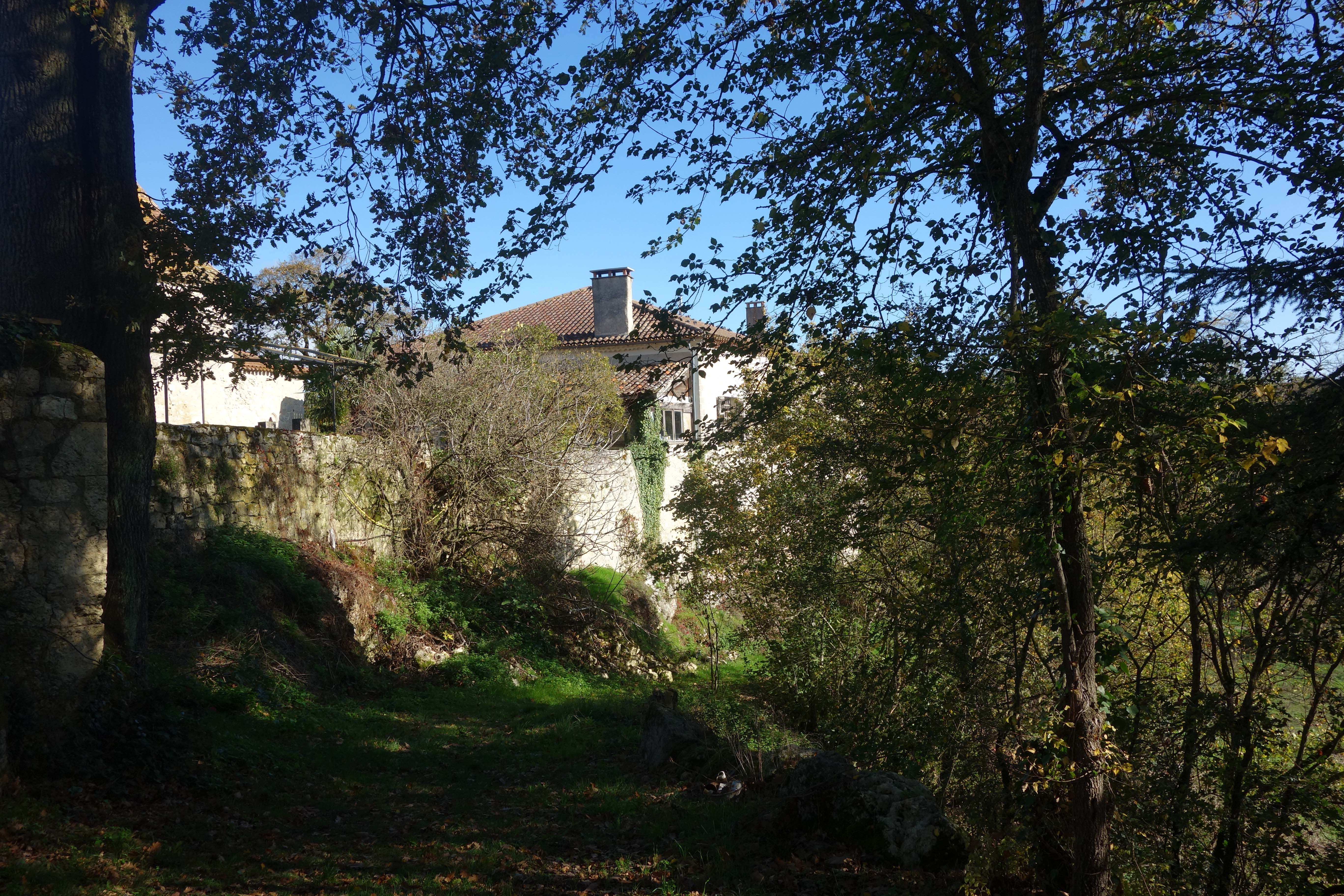
Ancien chemin vers le moulin.

### Les jardins
Autrefois parcelles agricoles, elles sont plantées de vignes et de pruniers jusque dans les années 1980. Le terrain sera par la suite utilisé comme un grand parc, à la pelouse tondue. Depuis 2017 s'y installent des jardins en permaculture et des viviers de biodiversité liés à l'activité de La Maison Forte.

## L'association de La Maison Forte
En 2017, l'association La Maison Forte s'installe sur le domaine du château de Monbalen, jusqu'alors utilisé en tant que maison de famille. Cette association se décrit comme fabrique coopérative des transitions. C'est une expérience collective de transition du rural (économique, écologique, climatique, relationnelle, culturelle) qui propose de réinventer le château. L'été s'y déroulent des guinguettes, et l'année est ponctuée d'évènements en lien avec la problématique des transitions. La Maison Forte est aussi un lieu de vie.